# Hermann von Boetticher
Hermann von Boetticher, född 13 augusti 1887, död 1941, var en tysk diktare.
von Boetticher var bosatt i Italien, och väckte stor uppmärksamhet med dramerna Friedrich der Grosse (1917), Hexensabbath (1919) och Die Liebe Gottes (1920).